# Hof der Familie Courbet
Der Bauernhof der Familie Courbet (auf Französisch La ferme Courbet), der auch Bauernhof von Flagey genannt wird, ist der Hof, auf dem die Familie des Malers Gustave Courbet in Flagey gewohnt hat, im französischen Département Doubs. Ein Teil des Hofes beherbergt heute Sonderausstellungen, in einem anderen Teil wurden Gästezimmer eingerichtet.

## Geschichte
Der Hof von Flagey gehörte der Familie des Malers Gustave Courbet.
Er wurde der Gemeinde Flagey vom Generalrat des Département Doubs (Conseil Général du Doubs) für den symbolischen Preis von einem Euro abgekauft. Nach der Renovierung im Jahre 2008 wurde der Hof im Juli 2009 eingeweiht und ist heute Teil des Kultur-Projektes Heimat von Courbet, Künstlerheimat (Pays de Courbet, Pays d'artiste).

## Der Hof der Familie Courbet heute
Heute befinden sich im Hof sowohl ein Museum, wie auch ein Ausstellungssaal und eine Pension. Umgeben ist der Hof von einem gepflegt gestalteten Gemüsegarten, in dem eine große Anzahl von Pflanzenarten zu sehen ist. Der Eintritt ist kostenlos.
Der größte und wichtigste Raum des Hofes ist die alte Scheune, die als Saal für Sonderausstellungen eingerichtet wurde. In der Scheune finden Ausstellungen und einige andere kulturelle Veranstaltungen statt.
Der Hof der Familie Courbet bietet seit 2010 auch ein Unterkunftsmöglichkeit an, und zwar in der Form von drei Gästezimmern. Es befindet sich dort ebenfalls ein literarisches Café, das „Café de Juliette“, nach dem Namen der Schwester des Malers, wo man regionale Produkte verzehren kann und gleichzeitig in Werken über Courbet und über andere mit dem Maler verbundene Themen wie Kunst oder Politik des 19. Jahrhunderts blättern kann.
Zu sehen ist auch ein großer Stammbaum der Familie Courbet, das Werk des Familienforschers Claude Coulet.